# Cabouco
Cabouco es una freguesia portuguesa perteneciente al concelho de Lagoa, situado en la Isla de São Miguel, Región Autónoma de Azores. Posee un área de 5,15 km² y una población total de 1 921 habitantes (2011). La densidad poblacional asciende a 337,1 hab/km². Se encuentra a una latitud de 37°46'N y una longitud 25°34'O. La freguesia se encuentra a 1 msnm. Fue creada el 15 de septiembre de 1980.